# 联盟计划

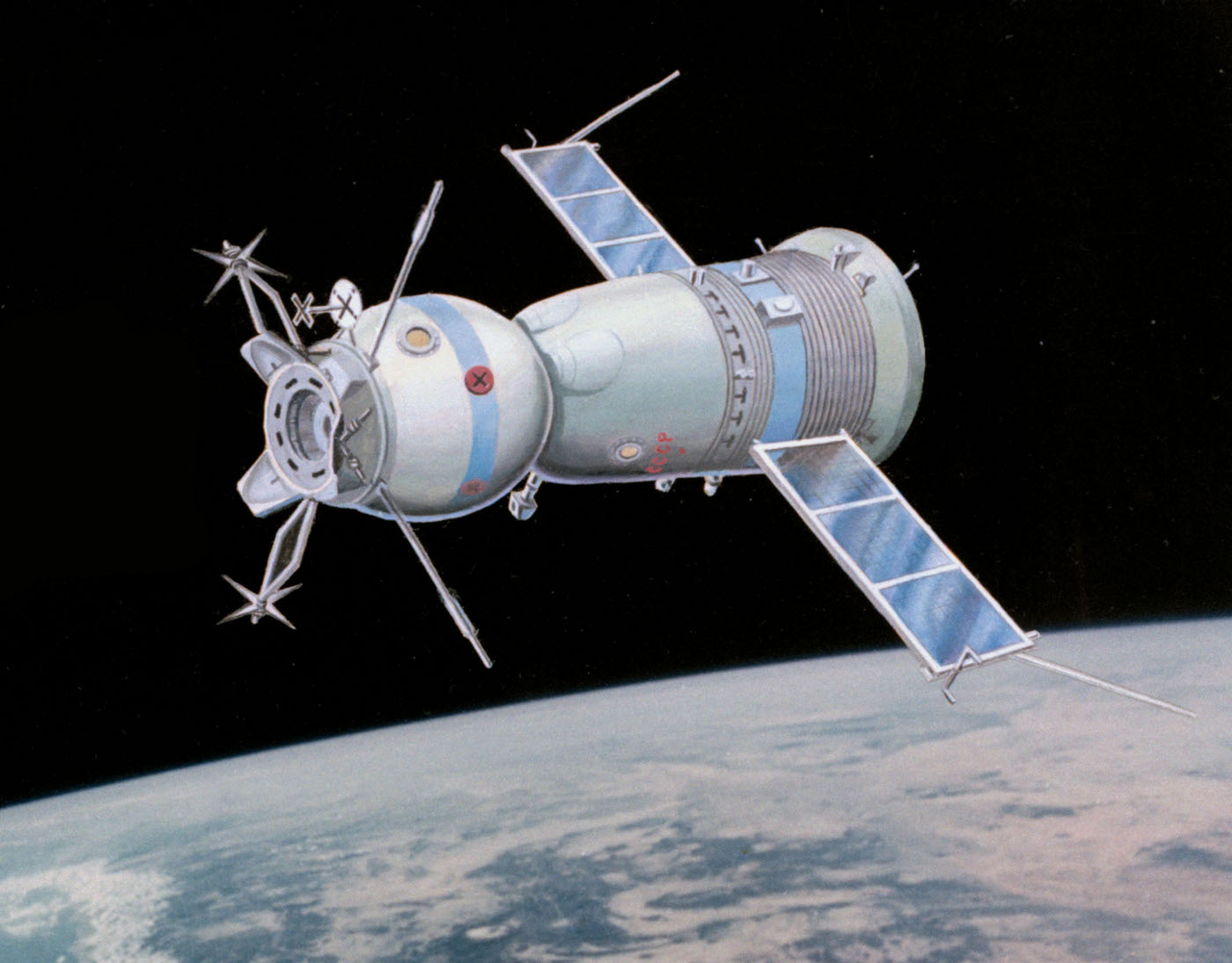
在阿波罗-联盟测试计划中使用的联盟号飞船

联盟计划（俄语：Союз，意思为“联盟”）是苏联于20世纪60年代初开始的一项载人航天计划。它原先是苏联登月计划的一部分，目的是将苏联宇航员送上月球。联盟号飞船和联盟号火箭都是这一计划的产物，现在由俄罗斯联邦航天局负责。从发射次数和成功率来看，联盟号所采用的系统是目前仍在采用的最老和最可靠的载人航天系统。

## 联盟号火箭

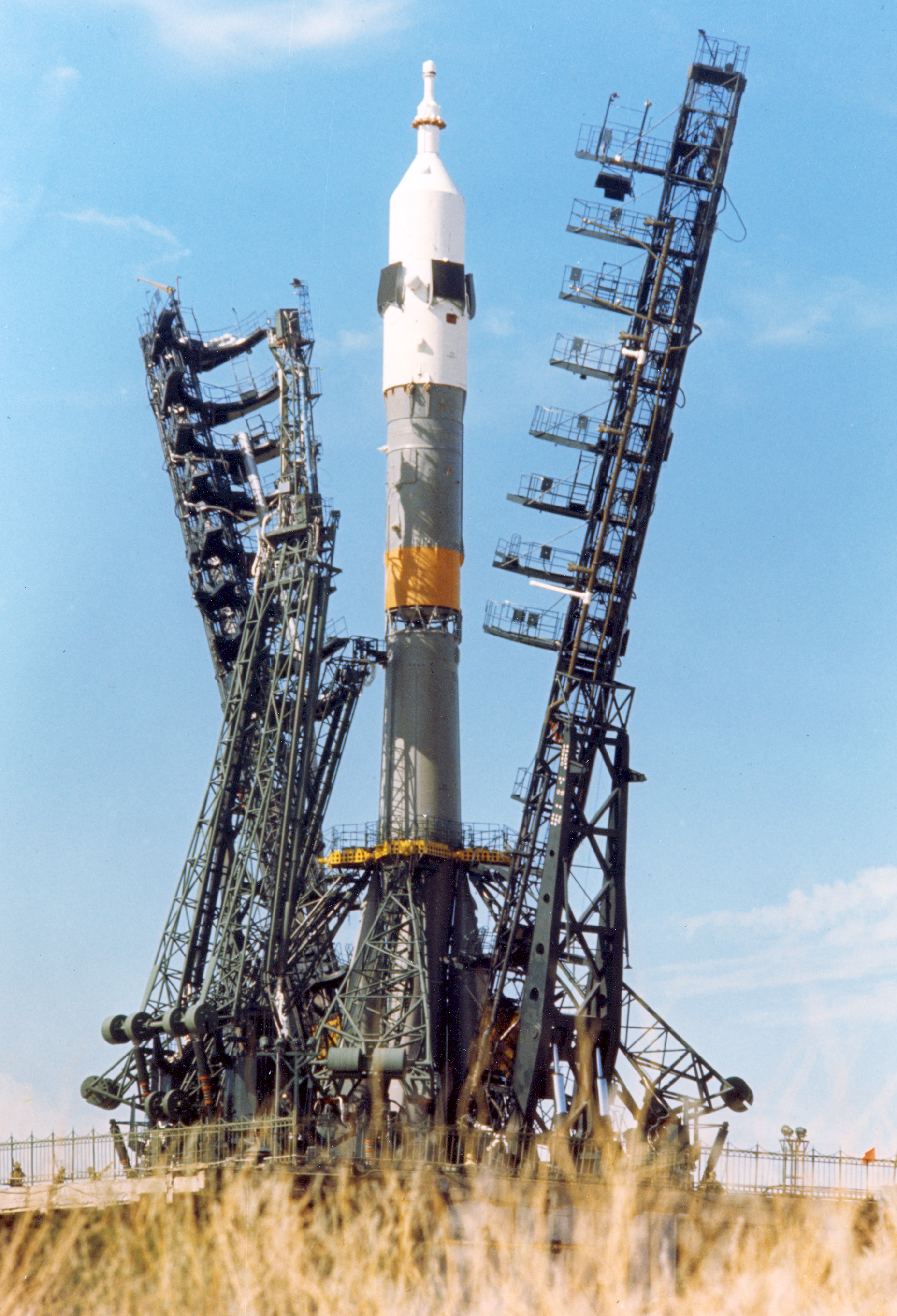
发射平台上的联盟号运载火箭

联盟计划使用的一次性使用运载系统称为联盟号火箭。这种火箭在位于俄罗斯萨马拉的进步国家科研生产航天火箭中心（TsSKB-Progress，又名萨马拉航天中心）生产。在用于发射载人的联盟号飞船的同时，联盟号火箭也被用于向国际空间站发射不载人的进步号货运飞船以及其他TsSKB-Progress和Starsem公司进行的商业卫星发射活动。目前，联盟号火箭从位于哈萨克斯坦的拜科努尔航天中心和位于西北俄罗斯的普列谢茨克航天发射场发射。从2009年开始，联盟号火箭也将从位于法属圭亚那的库鲁航天中心发射。

## 联盟号飞船
基本的联盟号飞船设计是许多计划（其中的一部分从未公开）的基础。最初的设计目的为在前往月球的同时，避免使用美国土星五号或者苏联N1火箭那样巨大的发射工具，而是不断地将类似联盟号火箭的上面级运送到太空并连接起来。这一最初设计由苏联太空计划总设计师谢尔盖·科罗廖夫提出，但是他本人并没有亲眼看到自己的设计进入太空就过早地离开了人世。一些军用的衍生品曾经在苏联的设计工作中占据主导，但是他们从未获得通过。
一艘联盟号飞船从前到后分成三部分：
- 一个球型轨道舱
- 一个小型流线型返回舱
- 一个安装了太阳能帆板的服务舱

联盟号的衍生型号有以下几种：
- 联盟A 7K-9K-11K绕月飞船提案（1963）
- 联盟7K-OK（1967-1971）
  - 联盟7K-L1探针（1967-1970）
  - 联盟7K-L3 LOK
  - 联盟7K-OKS（1971）
    - 联盟7K-T（1973-1981）
    - 联盟7K-TM（1975-1976）
- 军用联盟（7K-P，7K-PPK，R，7K-VI Zvezda和OIS）
- 联盟T（1976-1986）
- 联盟TM（1986-2003）
- 联盟TMA（2003-....）
- 联盟TMAT（2010/....）
- 联盟ACTS（2012/....）

## 衍生型号
探针飞船是联盟飞船的另一种为环绕地球和月球轨道而设计的飞船。但是，这种飞船从未达到载人飞行所需要的安全性，同时也丧失了使用这种飞船的政治意义。
进步号无人货运飞船承担了向礼炮号空间站和和平号空间站运送物资的任务。这种飞船使用了联盟号飞船自动导航和对接的技术，但是不包括返回舱技术。
中国研制的神舟号飞船并不是联盟飞船的直接衍生型号，但是，神舟号飞船借鑒了联盟飞船技術，也與联盟号飞船的结构相似。中国航天科技集团公司有关负责人指出，这种相似是由于气动外形设计需要。

## 图片集

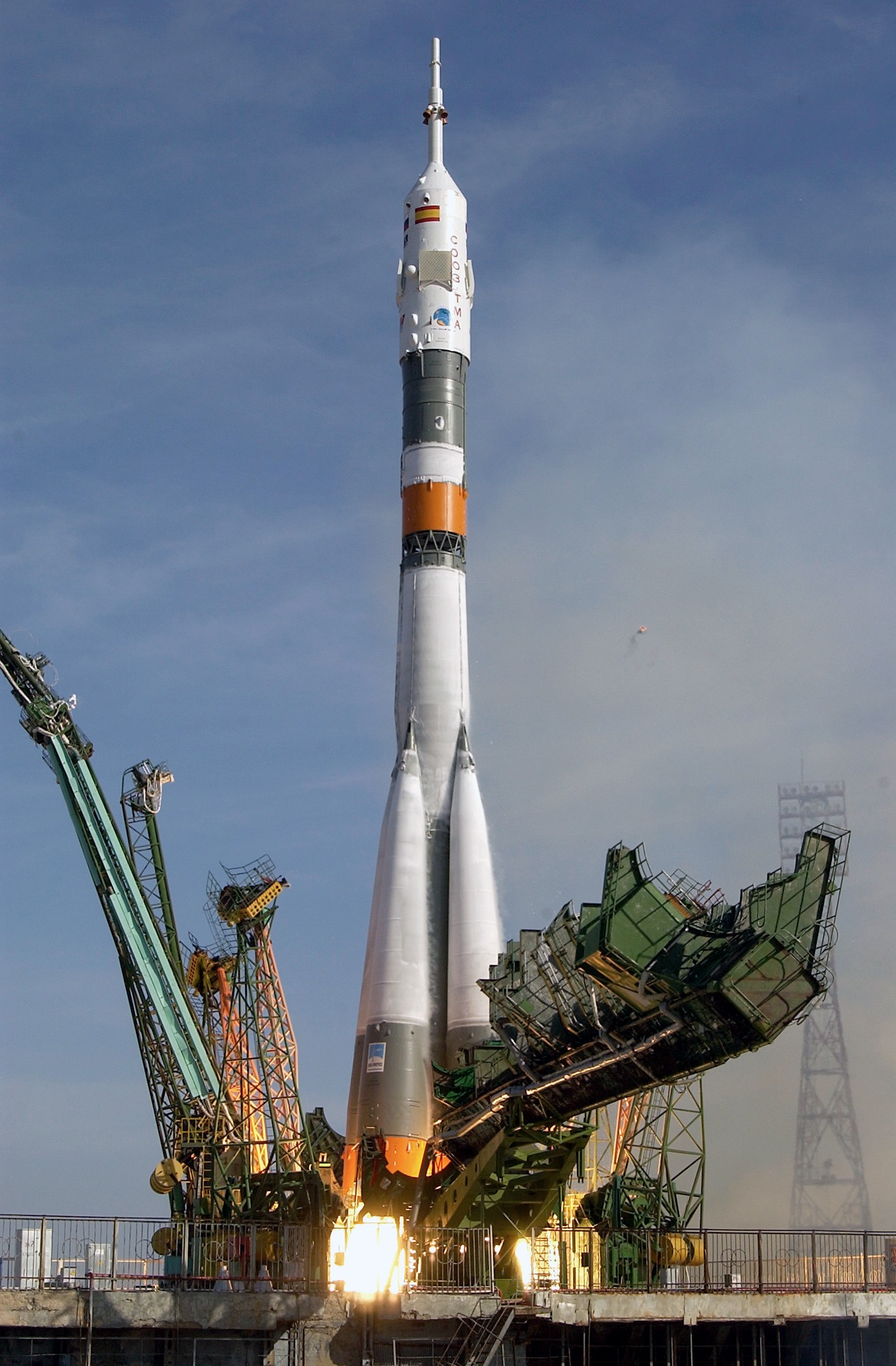
联盟TMA3飞船发射
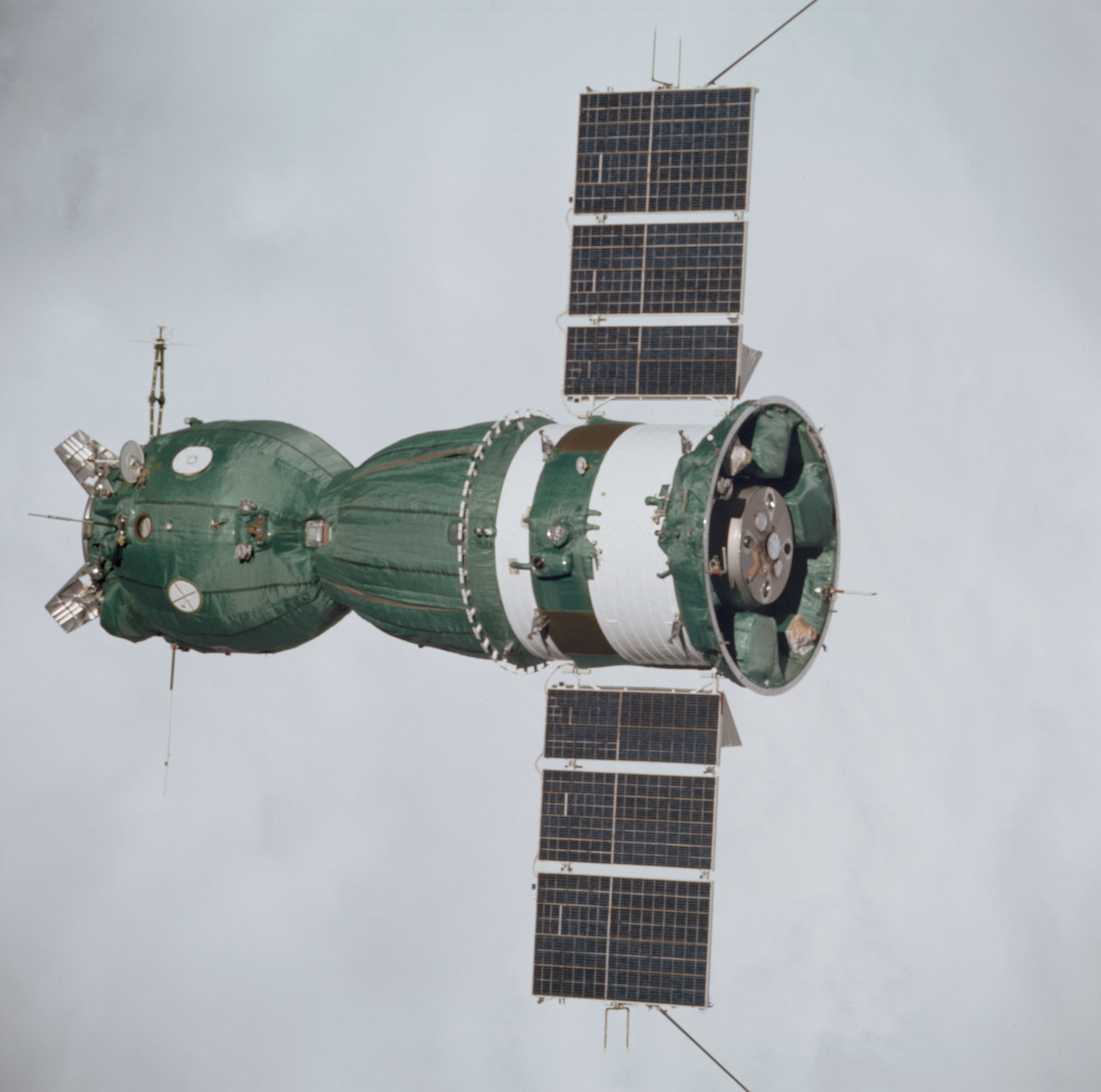
从ASTP计划中的阿波罗飞船看联盟19号，1975年7月

## 联盟号飞船载人飞行记录
参见联盟系列宇宙飞船发射任务列表

## 联盟号飞船无人飞行记录
1. 宇宙133 - 发射失败
2. 宇宙140 - 再入损毁
3. 宇宙186
4. 宇宙188
5. 宇宙212
6. 宇宙213
7. 宇宙238
8. 联盟2号 - 对接失败
9. 宇宙379
10. 宇宙396
11. 宇宙434
12. 宇宙496
13. 宇宙573
14. 宇宙613
15. 宇宙638
16. 宇宙656
17. 宇宙670
18. 宇宙672
19. 宇宙772 - 部分失败
20. 联盟20号
21. 宇宙869
22. 宇宙1001
23. 宇宙1074
24. 联盟T-1
25. 联盟TM-1
26. 联盟MS-14